# L'Attente (Millet)
Pour les articles homonymes, voir L'Attente.
L'Attente – ou Tobie – est un tableau réalisé vers 1853-1861 par le peintre français Jean-François Millet. De format horizontal, cette peinture à l'huile sur toile à thème religieux est une illustration d'un passage du Livre de Tobie, cité dans l'Ancien Testament. Elle représente les parents de Tobie dans l'attente de son retour, son père aveugle sortant avec peine de sa demeure à l'aide d'un bâton, sa mère se tenant déjà dehors et aiguisant son regard vers le lointain. Exposée au Salon de 1861, à Paris, l'œuvre fait partie depuis 1930 des collections du musée d'art Nelson-Atkins de Kansas City, dans le Missouri, aux États-Unis.

## Thème
« La mère de Tobie sortait avec empressement tous les jours de sa maison, regardant de tous côtés et allant dans tous les chemins par lesquels elle espérait qu’il pourrait revenir, pour tâcher de le découvrir de loin à son retour. »

— Notice du catalogue du Salon de 1861.

## Histoire
Le département des arts graphiques du musée du Louvre possède plusieurs études de Millet pour Tobie ou l'Attente, dont une réalisée à la mine de plomb, qui mesure 6,5 × 12,1 cm. Legs de Léon Bonnat en 1922, elle se trouve en réserve au musée d'Orsay.